# Christa Feuerberg

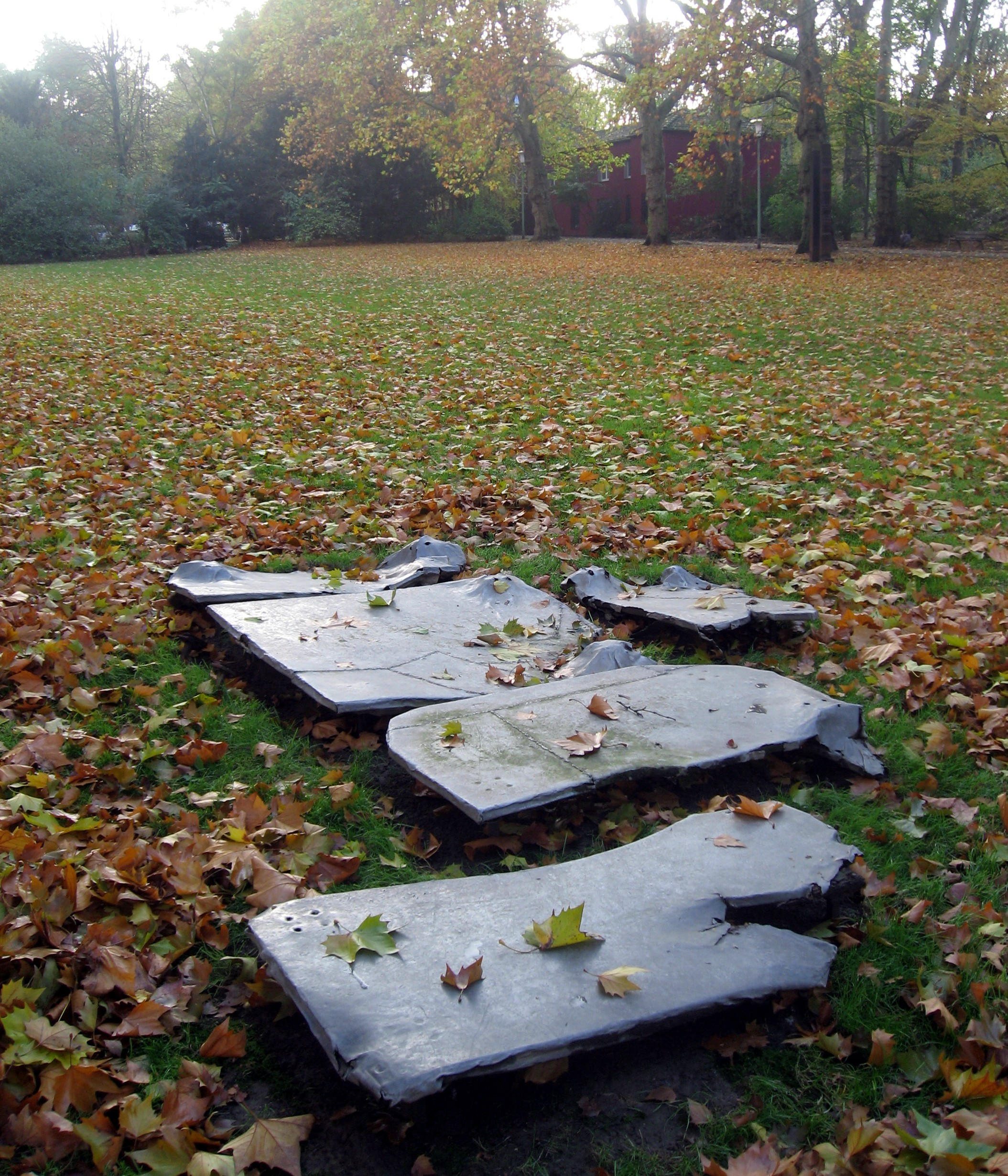
„Ohne Titel“, 1990, Bodenarbeit, Walzblei auf Holzkern, Standort bis Januar 2011: Moltkeplatz, Essen

Christa Feuerberg (* 1955 in Essen) ist eine deutsche Künstlerin. Sie studierte von 1974 bis 1981 an der Kunstakademie Düsseldorf (Meisterschülerin von Rolf Sackenheim, 1981 Tutorin für Freie Grafik) und lebt heute in Köln.

## Ausstellungen

### Einzelausstellungen
(Auswahl)
- École des Beaux-Arts, Mülhausen (Elsass)
- Brühler Kunstverein
- Niederrheinischer Kunstverein, Wesel
- Kunsthistorisches Institut, Bonn
- Leopold-Hoesch-Museum, Düren
- Bodensee-Projekt Radolfzell
- Kunstraum Fuhrwerkswaage, Köln (siehe Literatur)
- Abtei Gerleve, Billerbeck
- Galerie von der Milve, Aachen
- Galerie Ha.Jo. Müller, Köln

### Ausstellungsbeteiligungen
(Auswahl)
- Kunstpreis junger westen, Kunsthalle Recklinghausen
- „Fahnenfest“, Bonner Kunstwoche
- „Förderprogramm ArtCologne“, Galerie Ha.Jo. Müller, Köln
- „Romanische Kirchen“, Kunstverein Köln
- „Glaskasten um den Glaskasten“, Marl
- „Paper as Knowledge“, Papierbiennale III, Leopold-Hoesch-Museum, Düren
- „Köln Kunst“, Kunsthalle Köln
- „Variationen zur Sinnfrage“, Leopold-Hoesch-Museum, Düren
- „Beschaffenheit des Augenblicks“, Roemer- und Pelizaeus-Museum Hildesheim
- „Buch als Objekt“, Kunsthalle Bremen
- „Herbstsalon“, DuMont Kunsthalle Köln
- „Material und Raum“, Galerie Heimeshoff, Essen (siehe Literatur)
- „Roland“, Galerie von der Milve, Aachen

## Stipendien
- 1981 – Stipendium des Deutsch-Französischen Jugendwerks
- 1982 – Stipendium des Landes Nordrhein-Westfalen auf Schloss Ringenberg
- 1885 – Friedrich-Vordemberge-Stipendium der Stadt Köln
- 1989/1990 – Stipendium der Günther-Peill-Stiftung,  Düren